# Пенковиці
Пенковиці (пол. Pękowice) — село в Польщі, у гміні Зельонки Краківського повіту Малопольського воєводства.
Населення — 534 особи (2011).
У 1975-1998 роках село належало до Краківського воєводства.

## Демографія
Демографічна структура станом на 31 березня 2011 року:
|          | Загалом | Допрацездатний вік | Працездатний вік | Постпрацездатний вік |
| -------- | ------- | ------------------ | ---------------- | -------------------- |
| Чоловіки | 245     | 59                 | 157              | 29                   |
| Жінки    | 289     | 72                 | 154              | 63                   |
| Разом    | 534     | 131                | 311              | 92                   |